# Bewitched (film)
Bewitched er en amerikansk fantasykomediefilm fra 2005 instrueret, produceret og skrevet af Nora Ephron og baseret på komedieserien af samme navn fra 1964-1972. Filmen har Nicole Kidman og Will Ferrell i hovedrollerne.

## Medvirkende
- Nicole Kidman
- Will Ferrell
- Shirley MacLaine
- Michael Caine
- Jason Schwartzman
- Kristin Chenoweth
- Heather Burns
- Stephen Colbert
- David Alan Grier